# La nazionalizzazione delle masse
La nazionalizzazione delle masse. Simbolismo politico e movimenti di massa in Germania (1812-1933) è un saggio storiografico pubblicato nel 1974 da George L. Mosse, storico tedesco di famiglia ebraica nazionalizzato statunitense. In questo libro Mosse affronta per la prima volta l'ascesa dei regimi autoritari «fascisti» attraverso lo studio di un nuovo "stile politico" basato sull'imponente fenomeno di pedagogia della nazione che ebbe luogo attraverso i canali più disparati nella Germania del XIX secolo e nei primi anni del XX. 

## Contenuto
Secondo Mosse questa "nuova politica" era incentrata sull'idea secondo la quale l'unica vera titolare della sovranità era un'intera e ampia collettività (la nazione) che doveva possedere la sovranità politica. Con questo studio Mosse sostiene che la nazione non era una realtà storica preesistente ai movimenti nazionalisti o agli Stati-nazione, ma era un concetto politico che venne "creato" o "inventato" dai leader politici dei movimenti nazionalistici, che avevano bisogno di coinvolgere il maggior numero possibile di membri della collettività, i quali, in un modo o nell'altro, dovevano essere toccati da un discorso politico che doveva renderli consapevoli di far parte di questo inedito soggetto collettivo. Dunque la "nuova politica" nacque subito con la forma potenziale di una politica "dei grandi numeri", ossia di una politica che aveva bisogno di coinvolgere il maggior numero di persone, e, in prospettiva, addirittura le "masse".
Fondato in larga parte sulla «realizzazione drammatica» di una serie di culti, miti e cerimonie di massa analizzati in tutti i livelli sociali e in tutte le sue manifestazioni letterarie, architettoniche, estetiche, teatrali ecc., e nelle sue forme di espressione popolare, questo nuovo "stile politico" viene analizzato da Mosse fin dai suoi albori del Settecento – e soprattutto dalle guerre di liberazione antinapoleoniche – fino all'ascesa del nazionalsocialismo. 

## Influenza culturale
Lo studio di Mosse esercitò una profonda influenza sullo storico italiano Renzo De Felice, impegnato negli stessi anni in una profonda indagine storiografica sul fascismo. De Felice intrattenne una corrispondenza con Mosse sul suo saggio, di cui scrisse l'introduzione all'edizione italiana, con traduzione di sua moglie Livia De Felice.

## Edizioni
- George Mosse, La nazionalizzazione delle masse. Simbolismo politico e movimenti di massa in Germania (1812-1933), traduzione di Livia De Felice, introduzione di Renzo De Felice, Bologna, Il Mulino, 2018  [1975], ISBN 978-88-15-13124-9.